# Wysszaja Chokkiejnaja Liga (2012/2013)
Sezon WHL 2012/2013 – trzeci sezon rosyjskich rozgrywek Wysszaja Chokkiejnaja Liga rozgrywany na przełomie 2012 i 2013.

## Uczestnicy
W poprzednim sezonie występowało w lidze pierwotnie 22 kluby – w jego trakcie dołączyły rezerwy zespołu Łokomotiw Jarosław, który uzyskał automatyczne prawo startu w fazie play-off i pozostał w rozgrywkach.
W maju 2012 roku rozgrywki opuściła drużyna Donbasu Donieck (klub przyjęto do KHL). Natomiast do ligi przyjęto Buran Woroneż, THK Twer, Kubań Krasnodar i kazachski klub Saryarka Karaganda. W nowym sezonie występuje Czełmet Czelabińsk (kontynuator klubu Mieczeł) oraz rezerwowa drużyna Łokomotiwu Jarosław (pierwszy zespół powrócił do występów w KHL). W czerwcu 2012 roku wniosek o członkostwo złożył białoruski klub Junost' Mińsk i został przyjęty do WHL.
Przed sezonem klub HK WMF przeniesiono z Petersburga do miasta Kondopoga.
W sezonie 2012/2013 uczestniczyło 27 drużyn – 24 rosyjskie, 2 kazachskie i jedna białoruska.
| Klub                   | Miasto       | Rok zał. | Rok doł. | Drużyna KHL                | Drużyna MHL / MHL 2                    | Lodowisko            | Pojem- ność |
| ---------------------- | ------------ | -------- | -------- | -------------------------- | -------------------------------------- | -------------------- | ----------- |
| Ariada-Akpars Wołżsk   | Wołżsk       | 2003     | 2003     | Mietałłurg Nowokuźnieck    |                                        | LK „Ariada”          | 2250        |
| Buran Woroneż          | Woroneż      | 1977     | 2012     |                            | MHK Buran                              | DS „Jubilejnyj”      | 3040        |
| Czełmet Czelabińsk     | Czelabińsk   | 1948     | 2003     | Traktor Czelabińsk         | Bielyje Miedwiedi / Stalnyje Liwy      | PS „Mieczeł”         | 2800        |
| Dinamo Bałaszycha      | Bałaszycha   | 2010     | 2010     | Dinamo Moskwa              | HK MWD Bałaszycha                      | Arena Bałyszycha     | 6500        |
| Dizel Penza            | Penza        | 1955     | 2010     | Nieftiechimik Niżniekamsk  | Rieaktor Niżniekamsk / Dizelist        | PSL „Temp”           | 5200        |
| Iżstal Iżewsk          | Iżewsk       | 1949     | 2006     |                            | Stalnyje Iży                           | LP „Iżstal”          | 3900        |
| Jermak Angarsk         | Angarsk      | 1958     | 2007     |                            | Kuznieckie Medwiedi / Angarskij Jermak | Arena Jermak         | 6900        |
| Junost' Mińsk          | Mińsk        | 2003     | 2012     | Dynama Mińsk               | MHK Junost                             | Kritij Katok         | 767         |
| Jużnyj Urał Orsk       | Orsk         | 1996     | 2006     | Mietałłurg Magnitogorsk    | Stalnyje Lisy Magnitogorsk             | DS „Jubilejnyj”      | 4600        |
| Kazcynk-Torpedo        | Öskemen      | 1955     | 2001     |                            |                                        | PS im. Aleksandrowa  | 4400        |
| Kristałł Saratów       | Saratów      | 1948     | 1998     | Siewierstal Czerepowiec    | Ałmaz / Kristałł-Junior                | DS „Kristałł”        | 5000        |
| Kubań Krasnodar        | Krasnodar    | 2012     | 2012     | Witiaź Czechow             |                                        | LD „Kubań”           | 3100        |
| Łada Togliatti         | Togliatti    | 1976     | 2010     |                            | Ładia Togliatti                        | DS Wołgar            | 2900        |
| Łokomotiw Jarosław 2   | Jarosław     | 1949     | 2011     | Łokomotiw Jarosław         | Łoko Jarosław                          | Arena 2000           | 9000        |
| Mołot-Prikamje Perm    | Perm         | 1948     | 2006     |                            | Oktan                                  | UPS „Mołot”          | 7000        |
| Nieftianik Almietjewsk | Almietjewsk  | 1965     | 2010     | Ak Bars Kazań              | Bars Kazań / Irbis Kazań               | PS „Jubilejnyj”      | 2200        |
| HK Riazań              | Riazań       | 1955     | 2007     | Sibir Nowosybirsk          | Sibirskie Snajpiery / MHK Riazań       | PS „Olimpijskij”     | 2700        |
| Rubin Tiumeń           | Tiumeń       | 1995     | 2000     |                            | Gazowik Tiumeń / Tiumenskij Legion     | PS Tiumeń            | 3300        |
| Saryarka Karaganda     | Karaganda    | 2006     | 2012     |                            | MHK Kazachmys                          | Karagandy Arena      | 4400        |
| HK Sarow               | Sarow        | 2002     | 2009     | Torpedo Niżny Nowogród     | Czajka Niżny Nowogród                  | LD „Sarow”           | 1200        |
| Sokoł Krasnojarsk      | Krasnojarsk  | 1977     | 2011     | Łokomotiw Jarosław         | Krasnojarskie Rysi                     | Arena Siewier        | 4000        |
| Sputnik Niżny Tagił    | Niżny Tagił  | 1948     | 2002     | Awtomobilist Jekaterynburg | Awto Jekaterynburg / MHK Sputnik       | LPS im. Sotinkowa    | 4200        |
| THK Twer               | Twer         | 1949     | 2012     | CSKA Moskwa                | Twericzi                               | KS „Jubilejnyj”      | 2000        |
| Titan Klin             | Klin         | 1953     | 2011     | Atłant Mytiszczi           | Mytiszczinskie Atłanty / MHK Klin      | LD im. W. Charłamowa | 1500        |
| Toros Nieftiekamsk     | Nieftiekamsk | 1998     | 2006     | Saławat Jułajew Ufa        | Tołpar Ufa / Batyr Nieftiekamsk        | PS „Nieftiekamsk”    | 2000        |
| HK WMF                 | Petersburg   | 2008     | 2008     | SKA Sankt Petersburg       | SKA-1946 Sankt Petersburg              | PS „Jubilejnyj”      | 7000        |
| Zauralje Kurgan        | Kurgan       | 1994     | 2003     | Awangard Omsk              | MHK Zauralje                           | LPS „Mostowik”       | 2500        |

Legenda:

DS – Dworzec Sportowy, KS / SK – Kompleks Sportowy / Sportowy Kompleks, PS – Pałac Sportu, PSL – Pałac Sportów Lodowych, PS – Pałac Sportu, LD – Lodowy Dworzec, LK – Lodowy Kompleks, LP – Lodowy Pałac, LPS – Lodowy Pałac Sportu, UPS – Uniwersalny Pałac Sportu

## Sezon zasadniczy

### Tabela
W sezonie zmieniono formułę, w której zrezygnowano z podziału na konferencję i stworzono jedną tabelę ligową. W rundzie zasadniczej zakończonej pod koniec lutego 2013 roku rozegrano 52 spotkania.
| 1. Saryarka Karaganda – 115 pkt. 2. Rubin Tiumeń – 112 pkt. 3. Toros Nieftiekamsk – 103 pkt. 4. Nieftianik Almietjewsk – 95 pkt. 5. Jużnyj Urał Orsk – 94 pkt. 6. Sputnik Niżny Tagił – 94 pkt. 7. Buran Woroneż – 88 pkt. 8. Jermak Angarsk – 88 pkt. 9. Łada Togliatti – 88 pkt. 10. Łokomotiw Jarosław 2 – 88 pkt. 11. Dinamo Bałaszycha – 85 pkt. 12. Ariada-Akpars Wołżsk – 85 pkt. 13. Mołot-Prikamje Perm – 84 pkt. 14. Kazcynk-Torpedo – 84 pkt. 15. HK Sarow – 78 pkt. 16. Dizel Penza – 76 pkt. |  | 17. Kubań Krasnodar – 76 pkt. 18. HK WMF – 72 pkt. 19. THK Twer – 66 pkt. 20. Czełmet Czelabińsk – 65 pkt. 21. Kristałł Saratów – 60 pkt. 22. Titan Klin – 55 pkt. 23. Junost' Mińsk – 55 pkt. 24. Sokoł Krasnojarsk – 55 pkt. 25. Zauralje Kurgan – 54 pkt. 26. Iżstał Iżewsk – 50 pkt. 27. HK Riazań – 41 pkt. |

### Statystyki
- Najskuteczniejszy strzelec: Paweł Kopytin (Buran Woroneż) i Marat Fachrutdinow (Dinamo Bałaszycha) – 28 goli
- Najskuteczniejszy asystent: Aleksandr Szybajew (Dinamo Bałaszycha) – 47 asyst
- Klasyfikacja kanadyjska: Aleksandr Szybajew (Dinamo Bałaszycha) – 61 punktów
- Zwycięskie gole: Dmitrij Cybin (Saryarka Karaganda) – 8 goli
- Skuteczność interwencji bramkarzy: Vladimír Kováč (Saryarka Karaganda) – 95,2%
- Średnia goli straconych na mecz wśród bramkarzy: Vladimír Kováč (Saryarka Karaganda) – 1,30
- Mecze bez straty gola wśród bramkarzy: Aleksandr Sudincin (Rubin Tiumeń) – 9

## Faza play-off
Do fazy play-off zakwalifikowało 16 pierwszych zespołów po rundzie zasadniczej. Pary pucharowe 1/8 finału rozlokowano według klucza 1-16, 2-15, 3-14 itd.
| 1/8 finału Saryarka Karaganda – Dizel Penza 3:0 Rubin Tiumeń – HK Sarow 3:2 Toros Nieftiekamsk – Kazcynk-Torpedo 3:0 Nieftianik Almietjewsk – Mołot-Prikamje Perm 1:3 Jużnyj Urał Orsk – Ariada-Akpars Wołżsk 1:3 Sputnik Niżny Tagił – Dinamo Bałaszycha 3:1 Buran Woroneż – Łokomotiw Jarosław 2 3:2 Jermak Angarsk – Łada Togliatti 2:3 |  | 1/4 finału Saryarka Karaganda – Mołot-Prikamje Perm 4:2 Rubin Tiumeń – Ariada-Akpars Wołżsk 3:4 Toros Nieftiekamsk – Łada Togliatti 4:1 Sputnik Niżny Tagił – Buran Woroneż 3:4 |  | 1/2 finału Saryarka Karaganda – Ariada-Akpars Wołżsk 4:1 Toros Nieftiekamsk – Buran Woroneż 4:0 |

Finał
Saryarka Karaganda – Toros Nieftiekamsk 3:4 (w meczach 4:1, 1:7, 0:2, 2:1, 2:3, 3:2, 0:2)
Najskuteczniejszymi zawodnikami fazy play-off zostali gracze Saryarki: w klasyfikacji kanadyjskiej Dmitrij Cybin (15 pkt.) i w klasyfikacji strzelców Ilja Maluszkin.
Medale za sezon jeszcze przed rozgrywką finałową przyznano drużynom rosyjskim - złoty otrzymał Toros, srebrny - Buran, a brązowy Ariada-Akpars Wołżsk.